# 2035
Anul 2035 / MMXXXV este un an comun / an obișnuit din calendarul gregorian, care începe într-o luni. Este cel de-al 2035-lea an de d.Hr., al 35-lea an din mileniul al III-lea și din secolul al XXI-lea precum și al 6-lea an din deceniul 2030-2039.

## Evenimente
- 21 februarie, Tranzitul lui Mercur de pe Marte